# Адам Патнем

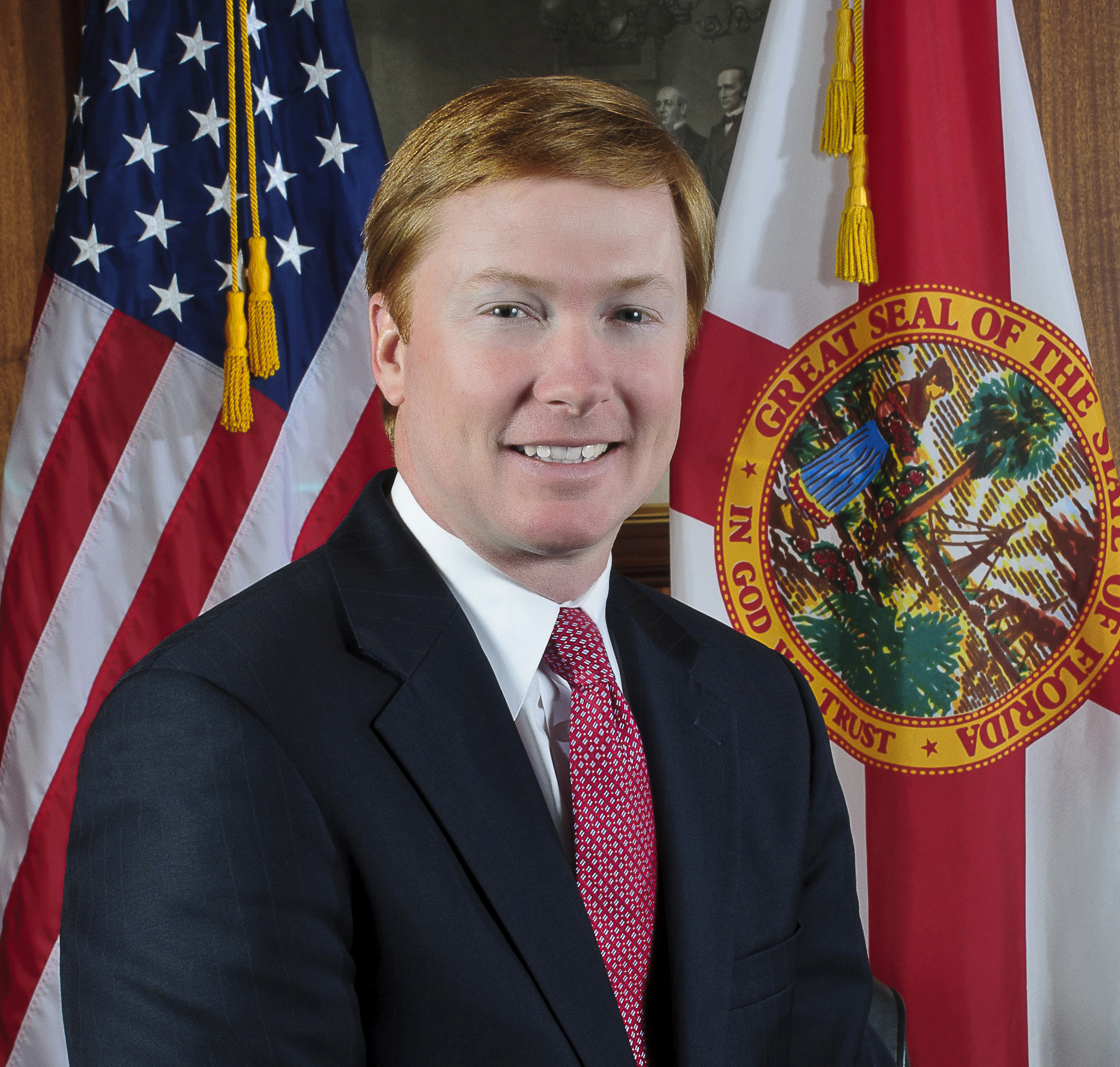
Адам Патнем

Адам Г'юз Патнем (англ. Adam Hughes Putnam; нар. 31 липня 1974, Бартоу, Флорида) — американський політик-республіканець, член Палати представників США з 2001 по 2011 рр.
У 1995 р. закінчив Університет Флориди. Він працював фермером, з 1996 по 2000 рр. входив до Палати представників Флориди.
У 2010 р. Патнем був обраний комісаром сільського господарства штату Флорида.
| Політика США | Це незавершена стаття про політика США. Ви можете допомогти проєкту, виправивши або дописавши її. |